# Sabata d'Areni-1
La Sabata d'Areni-1 és una sabata de cuir de 5.500 anys d'antiguitat, que es va trobar el 2008 en excel·lents condicions a la Cova d'Areni-1, a la Vaiots Dzor, província d'Armènia. És una sabata de cuir d'una sola peça, la sabata de pell més antiga del món coneguda fins ara. La va descobrir un equip internacional dirigit per Boris Gasparyan, arqueòleg de l'Institut d'Arqueologia i Etnografia de l'Acadèmia Nacional de Ciències de la República d'Armènia (els codirectors del projecte foren Ron Pinhasi, de la Universitat de Cork d'Irlanda, i Gregory Areshian, de l'UCLA).

## Descobriment
Una estudiant de postgrau armènia, Diana Zardaryan, descobrí la sabata de cuir durant les excavacions fetes per un equip d'arqueòlegs de l'Institut d'Arqueologia i Etnografia d'Armènia, Irlanda i els Estats Units. La sabata es trobava cara avall a la base d'una fossa poc fonda, arredonida i arrebossada, de 45 cm de profunditat i 44-48 cm d'amplària, davall un bol de ceràmica trencada de l'edat del coure. També n'hi havia a prop un atuell trencat i unes banyes de cabra. Les excavacions en la zona també descobriren el Celler d'Areni-1, el lloc d'elaboració de vi més antic del món.
La recerca fou finançada per la National Geographic Society, la Chitjian Foundation, la Gfoeller Foundation, la Steinmetz Family Foundation, la Boochever Foundation i el Cotsen Institute of Archaeology de l'UCLA. Les troballes de l'equip es publicaren el 9 de juny del 2010 en la revista PLOS ONE.

## Datació
La Sabata d'Areni-1 s'ha datat del voltant del 3500 abans de la nostra era, per radiocarboni. La seua antiguitat és uns dos segles major que la d'Ötzi, la mòmia neolítica trobada als Alps. S'han trobat, però, sandàlies de fa 10.000 anys a Oregon, als Estats Units.

## Anàlisi
La sabata es va trobar en un estat quasi perfecte a causa de les condicions fresques i seques de la cova i a una capa de fem d'ovella que actuava com un segell. A la mateixa cova es van trobar recipients d'emmagatzematge, molts dels quals contenien blat, ordi i albercocs ben conservats, així com altres plantes comestibles. La sabata contenia herba i els arqueòlegs no estaven pas segurs de si es devia al fet que l'herba s'emprava com a aïllant per a mantenir el peu calent o per a conservar la forma de la sabata mentre no es duia posada. L'arqueòleg en cap, Ron Pinhasi, no va poder pas determinar si la sabata pertanyia a un home o a una dona. Tot i que és petita, la talla 37 d'Europa, pensava que «la sabata bé podria haver pertangut a un home de l'època». Els cordons també se n'han preservat.
Hi ha molta semblança entre la tècnica de fabricació i l'estil de les sabates d'una sola peça de cuir i pell descoberts en tot Europa i les de la Cova d'Areni-1, i això sembla indicar que aquest tipus de calçat es va usar durant mil·lennis en una zona geogràfica extensa i ambientalment diferent. Segons Pinhasi, la Sabata d'Areni-1 és semblant al pampootie irlandés, un estil de calçat utilitzat a les Illes Aran fins a la dècada del 1950. Les sabates són molt semblants a les tradicionals dels Balcans, que encara hui es veuen en festivals, conegudes com a opanci (opanke).

## Conservació
La Sabata d'Areni-1 s'exposa al Museu d'Història d'Armènia.